# Cnemaspis boiei
Espèce
Synonymes
- Goniodactylus boiei Gray, 1842

Cnemaspis boiei est une espèce de geckos de la famille des Gekkonidae.

## Répartition
Cette espèce est endémique d'Inde.

## Description
Cnemaspis boiei mesure, queue non comprise, jusqu'à 38,8 mm.

## Étymologie
Cette espèce est nommée en l'honneur de Friedrich Boie (1789-1870) ou de son frère Heinrich Boie (1794-1827).

## Publication originale
- Gray, 1842 : Description of some new species of Reptiles, chiefly from the British Museum collection. The Zoological Miscellany, vol. 2, p. 57-59 (texte intégral).